# 비밀 독서단
《비밀 독서단》은 O tvN에서 방송중인 텔레비전 오락 프로그램이다.

## 출연 단원

### 시즌 1
- 정찬우
- 예지원
- 데프콘
- 김범수 (아나운서 출신 방송인)
- 조승연 (작가)
- 신기주 (기자)

### 시즌 2
- 송은이
- 김숙
- 오상진
- 이동진 (영화 평론가)
- 조승연 (작가)
- 신기주 (기자)

### 시즌 3
- 송은이
- 김국진
- 오지은
- 황제성
- 윤성호 (영화감독)
- 조승연 (작가)
- 신기주 (기자)

## 에피소드 목록

### 시즌 1
- 매주 해결책이 필요한 사람들 (주제)를 정한 뒤 명예 단원들이 주제에 맞게 선정한 10권의 후보 책 중 단원들이 직접 고른 책들을 소개, 책에 대해 토론을 한 뒤 최종 해결책 한 권을 선정해 북 크로싱을 통해 책을 배포한다.
- 굵은 글씨의 책은 해당 회차에 최종 해결책으로 선정된 책이다.

| 회차 | 방송일           | 주제                               | 소개된 책 (추천 단원) | 게스트                             |
| ---- | ---------------- | ---------------------------------- | --- | ---------------------------------- |
| 1회  | 2015년 9월 15일  | 갑질에 고달픈 사람들               | 동화독법 / 김민웅 (예지원) 송곳 / 최규석 (데프콘) 미켈란젤로, 고난을 딛고 예술혼을 피어올리다 / 최병진 (김범수) 잠언과 성찰 / 라 로슈푸코 (조승연) 다윗과 골리앗 / 말콤 글레드웰 (신기주)                                                    |                                    |
| 2회  | 2015년 9월 22일  | 사랑이 어려운 사람들               | 남자는 나쁘다 / 브랜다 쇼사냐 (신기주) 오비디우스의 사랑의 기술 / 오비디우스 (조승연) 당신의 이름을 지어다가 며칠은 먹었다 / 박준 (예지원)                                                                                                   |                                    |
| 3회  | 2015년 9월 29일  | 부모님께 죄송한 사람들             | 고령화 가족 / 천명관 (데프콘) 윤미네 집 / 전몽각 (예지원) 마테오 팔코네 / 프로스페르 메리메 (조승연) 페코로스, 어머니 만나러 갑니다 / 오카노 유이치 (김범수)                                                                                 |                                    |
| 4회  | 2015년 10월 6일  | 입만 열면 손해보는 사람들          | 레토릭 / 샘 리스 (김범수) 논쟁에서 이기는 38가지 방법 / 쇼펜하우어 (조승연) 지승호, 더 인터뷰 / 지승호 (신기주) 악당의 명언 / 손호성 (데프콘)                                                                                                |                                    |
| 5회  | 2015년 10월 13일 | 시간 없어 여행 못 가는 사람들      | 필름 속을 걷다 / 이동진 (데프콘) 휴먼스 오브 뉴욕 / 브렌던 스탠던 (조승연) 자전거 여행 / 김훈 (김범수) 먼 북소리 / 무라카미 하루키 (신기주)                                                                                                  |                                    |
| 6회  | 2015년 10월 20일 | 음모론을 믿는 사람들               | 미궁에 빠진 세계사의 100대 음모론 / 데이비드 사우스웰 (예지원, 이우성) 좀비 서바이벌 가이드 / 맥스 브룩스 (데프콘) 자본에 관한 불편한 진실 / 정철진 (신기주)                                                                                 | 이우성 (시인)                      |
| 7회  | 2015년 10월 27일 | 무언가에 푹 빠지고 싶은 사람들     | 연필 깍기의 정석 / 데이비드 리스 (김범수) 장난 아닌 장난감 피규어 / 강상범, 이진영, 김봉하, 최정훈 (예지원, 데프콘) 이게 다 야구 때문이다 / 서효인 (이우성)                                                                                  | 이우성 (시인)                      |
| 8회  | 2015년 11월 3일  | 한국 문학 안 읽은 지 오래된 사람들 | 퀴르발 남작의 성 / 최제훈 (데프콘) 슬픔이 없는 십오 초 / 심보선 (예지원) 백의 그림자 / 황정은 (이동진) | 이우성 (시인) 이동진 (영화 평론가) |
| 9회  | 2015년 11월 10일 | 영화보다 원작이 궁금한 사람들      | 슈렉 / 윌리엄 스타이그 (예지원, 데프콘) 헝거 게임 / 수잔 콜린스 (조승연) 파이 이야기 / 얀 마텔 (이동진) | 이동진 (영화 평론가)               |
| 10회 | 2015년 11월 17일 | 1988에 응답하고 싶은 사람들        | 나의 라임 오렌지나무 / 조제 마우루 지 바스콘셀루스 (예지원) 슬램 덩크 / 이노우에 다케히코 (데프콘) 우리들의 일그러진 영웅 / 이문열 (김범수)                                                                                                  | 이광호 (문학 평론가)               |
| 11회 | 2015년 11월 24일 | 앞날이 불안한 사람들               | 55세부터 헬로라이프 / 무라카미 류 (데프콘) 청춘의 문장들 / 김연수 (손담비) 휴먼 3.0 / 피터 노왁 (조승연) | 손담비 (가수) 김성완 (시사 평론가) |
| 12회 | 2015년 12월 1일  | 툭하면 화나는 사람들               | 욱하는 성질 죽이기 / 로널드 T.포터-에프론 (신기주) 세네카의 화 다스리기 / 루키우스 안나이우스 세네카 (조승연) 내 옆에는 왜 이상한 사람이 많을까? / 모니카 비트블룸, 산드라 뤼프케스 (데프콘)                                                 |                                    |
| 13회 | 2015년 12월 8일  | 결혼할까 말까 고민되는 사람들      | 사르트르와 보부아르의 계약결혼 / 변광배 (조승연) 결혼에 관한 7가지 거짓말 / John W. Jacobs (홍진경) 혼자 산다는 것에 대하여 / 노명우 (신기주)                                                                                                | 홍진경 (방송인)                    |
| 14회 | 2015년 12월 15일 | 옛 친구가 그리운 사람들            | 어린 왕자 / 앙투안 드 생텍쥐페리 (종현) 머저리 클럽 / 최인호 (데프콘) 꾸뻬씨의 우정 여행 / 프랑수아 를로르 (김범수) | 종현 (가수)                        |
| 15회 | 2015년 12월 22일 | 당하고만 사는 사람들               | 누가 내 지갑을 조종하는가 / 마틴 린드스트롬 (신기주) 악마는 프라다를 입는다 / 로렌 와이스버거 (예지원) 미하엘 콜하스 / 하인리히 폰 클라이스트 (조승연)                                                                                       |                                    |
| 16회 | 2016년 1월 5일   | 2016! 새해 선물하고 싶은 책        | 트렌드 코리아 2016 / 김난도 外 5인 (김범수) 파이브 / 댄 자드라 (신기주) 자기 앞의 생 / 에밀 아자르 (데프콘) |                                    |
| 17회 | 2016년 1월 12일  | 읽은 듯 안 읽은 제목만 아는 책     | 내 이름은 삐삐 롱스타킹 / 아스트리드 린드그렌 (예지원) 탈무드 / 마빈 토케이어 (조승연) 참을 수 없는 존재의 가벼움 / 밀란 쿤데라 (이동진) | 이동진 (영화 평론가)               |
| 18회 | 2016년 1월 19일  | '엄마'하면 생각나는 책             | 김용택의 어머니 / 김용택 (데프콘) 엄마 까투리 / 권정생 (김소현) 울엄마 / 정진호 (신기주) 칼자국 (침이 고인다) / 김애란 (예지원) | 김소현 (뮤지컬 배우)               |
| 19회 | 2016년 1월 26일  | 내 인생의 책                       | 노자의 목소리로 듣는 도덕경 / 최진석 (김범수) 공포의 외인구단 / 이현세 (데프콘) 몸의 미학 / 리처드 슈스터만 (예지원) 관계의 힘 / 레이먼드 조 (정찬우) 김성곤 교수의 영화 에세이 / 김성곤 (신기주) 먼나라 이웃나라 프랑스편 / 이원복 (조승연) |                                    |

### 시즌 2
- 매주 주제에 대한 책 100권을 1위부터 100위까지 순위 선정을 하고 1위 책과 출연 단원 혹은 명예 단원들이 추천하는 책들을 소개한다.
- 굵은 글씨의 책은 해당 회차에 1위로 선정된 책이다.

| 회차 | 방송일          | 주제                                                                                | 소개된 책 | 게스트        |
| ---- | --------------- | ----------------------------------------------------------------------------------- | --- | ------------- |
| 20회 | 2016년 3월 29일 | 서울대생은 뭐 읽지?                                                                 | 젊은 베르테르의 슬픔 / 요한 볼프강 폰 괴테 그레이의 50가지 그림자 / E. L. 제임스 지적 대화를 위한 넓고 얕은 지식 / 채사장 피로사회 / 한병철 정의란 무엇인가 / 마이클 센델 | 요조 (가수)   |
| 21회 | 2016년 4월 5일  | 대한민국을 움직이는 셀럽들은 뭐 읽지?                                               | 무소유 / 법정스님 뒹구는 돌은 언제 잠 깨는가 / 이성복 임꺽정 / 홍명희 이기적 유전자 / 리처드 도킨스 백년 동안의 고독 / 가브리엘 가르시아 마르케스                         | 요조 (가수)   |
| 22회 | 2016년 4월 12일 | 대한민국 군인들은 뭐 읽지?                                                          | 왜 나는 너를 사랑하는가 / 알랭 드 보통 안네의 일기 / 안네 프랑크 스키너의 심리상자 열기 / 로런 슬레이터 미움받을 용기 / 고가 후미타케, 기시미 이치로                      | 요조 (가수)   |
| 23회 | 2016년 4월 19일 | 은밀하고 위대한 시대의 금서                                                         | 아기공룡 둘리 / 김수정 난장이가 쏘아올린 작은 공 / 조세희 동물 농장 / 조지 오웰                                                                                           | 제아 (가수)   |
| 24회 | 2016년 4월 26일 | 상위 0.1% 독서광들은 뭐 읽지?                                                       | 어떻게 죽을 것인가 / 아툴 가완디 오베라는 남자 / 프레드릭 배크만 전쟁은 여자의 얼굴을 하지 않았다 / 스베틀라나 알렉시예비치                                               | 요조 (가수)   |
| 25회 | 2016년 5월 3일  | 다시 읽고 싶은 교과서 문학                                                          | 즐거운 편지 / 황동규 무진기행 / 김승옥 소나기 / 황순원 | 김소정 (가수) |
| 26회 | 2016년 5월 10일 | 영화인 선정, 내 감성을 깨운 책                                                      | 워터멜론 슈가에서 / 리처드 브라우티건 눈의 황홀 / 마쓰다 유키마사 7년의 밤 / 정유정                                                                                       | 손보미 (작가) |
| 27회 | 2016년 5월 17일 | 학창시절 몰래 읽어야 할 책                                                          | 외눈박이 물고기의 사랑 / 류시화 존재의 세 가지 거짓말 / 아고타 크리스토프 반지의 제왕 / 존 로널드 루엘 톨킨                                                               | 백영옥 (작가) |
| 28회 | 2016년 5월 24일 | 솔로를 탈출시켜 주는 책                                                             | 커플 (클라시커 50) / 바르바라 지히터만 당신의 모든 순간 / 강풀 위대한 개츠비 / F. 스콧 피츠제럴드                                                                         | 오지은 (가수) |
| 29회 | 2016년 5월 31일 | 책으로 만나는 실존 인물                                                             | 교수와 광인 / 사이먼 윈체스터 찌질한 위인전 / 함현식 백석 평전 / 안도현                                                                                                   | 백영옥 (작가) |
| 30회 | 2016년 6월 7일  | 가족과 안 친한 사람들을 위한 책                                                     | 풀밭 위의 돼지 / 김태용 아직 최선을 다하지 않았을 뿐 / 아오노 슌주 부모와 자녀가 꼭 함께 읽어야 할 시 / 도종환                                                            | 오지은 (가수) |
| 31회 | 2016년 6월 14일 | 자존감을 높여 주는 책                                                               | 트루 그릿 / 찰스 포티스 매력 자본 / 캐서린 하킴 데미안 / 헤르만 헤세 | 오지은 (가수) |
| 32회 | 2016년 6월 21일 | 금기된 사랑과 욕망 (대한민국이 사랑한 스타 작가 특집 - 박범신 편)                   | 당신 / 박범신 은교 / 박범신 머리칼 전언 / 이기호 | 박범신 (작가) |
| 33회 | 2016년 6월 28일 | 이번 생은 망했어! (대한민국이 사랑한 스타 작가 특집 - 강신주 편)                    | 강신주의 감정수업 / 강신주 게으를 권리 / 폴 라파르그 | 강신주 (작가) |
| 34회 | 2016년 7월 5일  | 하루하루 부속품처럼 살아가는 사람들 (대한민국이 사랑한 스타 작가 특집 - 은희경 편)  | 태연한 인생 / 은희경 느시 / 김엄지 | 은희경 (작가) |
| 35회 | 2016년 7월 12일 | 너와 나의 연결고리, 공감 (대한민국이 사랑한 스타 작가 특집 - 김연수 편)             | 파도가 바람의 일이라면 / 김연수 쇼코의 미소 / 최은영 | 김연수 (작가) |
| 36회 | 2016년 7월 19일 | 정의란 무엇인가 / 사소함이 부른 비극 (대한민국이 사랑한 스타 작가 특집 - 윤태호 편) | 이끼 / 윤태호 미생 / 윤태호 홀 / 편혜영 | 윤태호 (작가) |
| 37회 | 2016년 7월 26일 | 생존 전쟁에서 살아남기 (대한민국이 사랑한 스타 작가 특집 - 정유정 편)               | 28 / 정유정 죽음의 수용소에서 / 빅터 프랭크 | 정유정 (작가) |